# Luță Ioviță
Luță Ioviță (n. 6 ianuarie 1883, Dalci, Comitatul Caraș-Severin — d. 1954, Timișoara) a fost primul taragotist român, descendent al unei familii de muzicanți.
Alături de alți mari interpreți ai Banatului ca Ion Luca-Bănățeanu, Moise Belmustață, Efta Botoca, Ion Murgu (al doilea taragotist al Banatului după Luță Ioviță), Luță Ioviță a fost unul dintre cei mai renumiți lăutari ai Banatului și totodată ai României.

## Biografie
Luță Ioviță s-a născut la 6 ianuarie 1883, la Dalci în județul Caraș-Severin, fiind fiul unui renumit lăutar al zonei.

### Copilăria și adolescența
La 8 ani este tocmit slugă, în timp ce frații săi cântau în „banda” (taraful) tatălui său. La 12 ani cânta cu fluierul la horele și petrecerile satului și devenise cunoscut în satele vecine. Îl aude un îndrăgostit al cântecului popular, Petru Răbăgia din Caransebeș, care îl ia în slujba sa, la oraș, și face un deosebit act de generozitate – îi cumpără un clarinet. La scurt timp îi dă voie să plece, oferindu-i 2 coroane austro-ungare: 
„Ascultă copile, văd că nu m-am înșelat. Tu nu vrei să rămâi slugă. Tu vrei să fii muzicant. M-ar bate Dumnezeu să te opresc.”
La început cânta de unul singur în cârciumile Caransebeșului („Lupșa”, „Mândrușoane”, „Mielu”) și la târguri. Este descoperit de vestitul muzicant Pera care îi oferă loc în orchestra lui, la restaurantul „Kereș”. Urcând treptele succesului, este solicitat de Alexa Drugă, celebru violonist de odinioară și șef de orchestră ce cânta la renumitele localuri „Pomul verde” și „Central”. De aici ajunge să fie cunoscut în tot Caransebeșul și este chemat să cânte la Orșova, unde rămâne 3 ani.

### În armată
În timp ce își făcea stagiul militar la Seghedin și la Budapesta, Luță Ioviță învață să cânte din „torogoată”, instrument de abia construit de V. J. Schunda, în colaborare cu muzicologul G. Kaldy, în dorința de a reconstitui și perfecționa bătrâna surlă a curuților. I-a plăcut timbrul ei și a socotit-o potrivită cântărilor bănățene, reușind să-i dobândească o foarte mare popularitate în Banat. Cântă cu acest nou instrument la Caransebeș, Orșova și Reșița, pe la nunți, „rugi” (serbări de hram) și petreceri.

### Primul Război Mondial
În Primul Război Mondial, pe frontul italian, reușește să oprească lupta cântând la taragot „La Paloma” și câteva cântece românești. A fost aplaudat și ovaționat de ambele părți.

### Cariera artistică
Vine la București, împreună cu familia, în 1923. Aici cântă mulți ani, la început în restaurantul-hotel „Regina” (vis-a-vis de Tribunal), apoi în Piața Amzei. S-a bucurat de numeroase apariții radiofonice și discografice.
O perioadă a locuit și la Cluj, unde a cântat la restaurantul „Brânzaș”. Invitat să cânte la un spectacol al Operei din Cluj, i-a avut colegi de scenă pe Ana Roza Vasiliu (solistă a Operei din Cluj), Iosif Vanciu, Titus Croitoru (actori ai Teatrului Național din Cluj).
Ultimii ani de viață i-a petrecut la Timișoara, unde a cântat la restaurantul „Dacia” și la localul „Marocan”. A colaborat cu Ansamblul profesionist „Banatul” din Timișoara și Orchestra „Lazăr Cernescu” („Doina Banatului” de mai târziu) din Caransebeș.

## Distincții
- Ordinul Muncii clasa a III-a (9 iunie 1954) „pentru merite deosebite în interpretarea muzicii populare”[13][14]

## Decesul
Moare în 1954 la Timișoara și este înmormântat la cimitirul de pe Calea Buziașului din Timișoara.

## Repertoriul și componența tarafului
Repertoriul lui Luță Ioviță, pe lângă piesele instrumentale, cuprindea și cântece (vocale) culese sau create de el. O parte din ele au fost publicate în cartea biografică Luță Ioviță, Barbu Lăutaru Banatului și în antologia de doine Cîntă Ardealul și Banatul întocmită de Emil Gavriș în 1989.
Taraful lui Luță Ioviță era alcătuit din fiii săi:
- Ion (Niță), fiul cel mare – clarinet, taragot și voce
- Alexandru – țambal
- Dumitru (Mitu) – violoncel și voce
- Andrei – saxofon

A avut și o fată, Matilda, căsătorită cu violonistul Gheorghe Monea din Oravița, cu a cărui orchestră Luță Ioviță a înregistrat la casa de discuri Columbia.

## Discografie
Luță Ioviță a înregistrat, mai ales în perioada interbelică, la marile case de discuri ale vremii: Columbia, Odeon, Electrecord.
Post-mortem, în 1968, casa de discuri Electrecord editează un LP de 25 cm și 33⅓ rpm (nr. cat. EPD 1202) cu interpretările sale instrumentale și vocale. Piesele editate au fost:
| Fața 1 1. Cântec la învelitul miresei și Jocul miresei 2. Mândro cu părul tăiat 3. Brâul bătrânesc 4. M-a trimis mama la vie 5. Joc de la Mehadia 6. Tot așa mă bate gândul 7. Vreme rea, muiere rea (voce) | Fața 2 1. Hora din Caraș 2. Pe loc din Banat 3. Ardeleana ca pe Bistra 4. Dunăreanca 5. De doi ca în Banat 6. Deasupra capului meu (voce) |

## Aprecieri
„Luță Ioviță este pentru bănățeni ceea ce a fost Laie Chioru pentru Goga și Barbu Lăutaru pentru Alecsandri.”—Ion Pătășanu-Berdac
„Popularitatea și prețuirea de care se bucură astăzi cântecul bănățean este în bună parte datorată lui Luță Ioviță. Peste fire de sensibil, el a difuzat ani de-a rândul un repertoriu muzical de cea mai autentică speță, bogat și variat, de o înaltă valoare artistică. În vremea sa, lăutarii bănățeni încetaseră să mai cânte din gură. În acest chip, a pierit aproape de la o zi la alta repertoriul lăutăresc vocal, în fruntea căruia se afla cântecul epic. Luță Ioviță știa să cânte, și când i s-a cerut, a cântat. L-a îndemnat mai ales pe fiul său Niță (cunoscut mai târziu sub numele de Ion Luță Ioviță) să cânte din gură. Pilda a fost urmată și cântecul popular a continuat să înflorească, popularizat de mulți cântăreți și cântărețe din partea locului.”—Tiberiu Alexandru, etnomuzicolog

## In memoriam
În memoria lui Luță Ioviță, a fost înființat Festivalul național pentru soliști instrumentiști și vocali „Luță Ioviță”, care se desfășoară la Casa municipală de cultură „Gheorghe Suru” din Caransebeș.
În Timișoara există o stradă care îi poartă numele.